# Fredi Bobic
Fredi Bobic (født 30. oktober 1971 i Maribor, Jugoslavien) er en jugoslavisk født tidligere tysk fodboldspiller (angriber).
Han spillede Bundesliga-fodbold for VfB Stuttgart, Borussia Dortmund, Hannover 96 og Hertha Berlin, og havde også kortvarige udlandsophold hos både Bolton Wanderers i England og NK Rijeka i Kroatien. I sin tid hos Stuttgart blev han i 1996 topscorer i Bundesligaen. og var i 1997 med til at vinde den tyske pokalturnering.
Bobic spillede desuden 37 kampe og scorede ti mål for Tysklands landshold. Han var efter samme år at være blevet Bundesliga-topscorer en del af den tyske trup til EM i 1996 i England, hvor holdet blev europamestre. Han kom på banen i tre af tyskernes seks kampe i turneringen, de indledende gruppekampe mod Tjekkiet og Italien samt kvarfinaleopgøret mod Kroatien. Han blev også udtaget til EM i 2004 i Portugal, hvor han spillede de to indledende gruppekampe mod henholdsvis Holland og Letland.

## Titler
DFB-Pokal
- 1997 med VfB Stuttgart

EM
- 1996 med Tyskland